# Kosatka kielichowa
Kosatka kielichowa, kosatka kielichowata (Tofieldia calyculata) – gatunek rośliny z rodziny kosatkowatych (Tofieldiaceae). Łacińską nazwę rodzaju nadano dla uczczenia angielskiego botanika Thomasa Tofielda. 

## Rozmieszczenie geograficzne
Występuje w Europie Południowej i Środkowej, jest też uprawiana w wielu krajach świata. W Polsce występuje głównie w Karpatach; w Tatrach, Pieninach, w Beskidzie Żywieckim i na rozproszonych stanowiskach na niżu: w Wielkopolsce, na Nizinie Śląskiej, Wyżynie Małopolskiej i Lubelskiej, na Kujawach oraz w północno-wschodniej części kraju.

## Morfologia

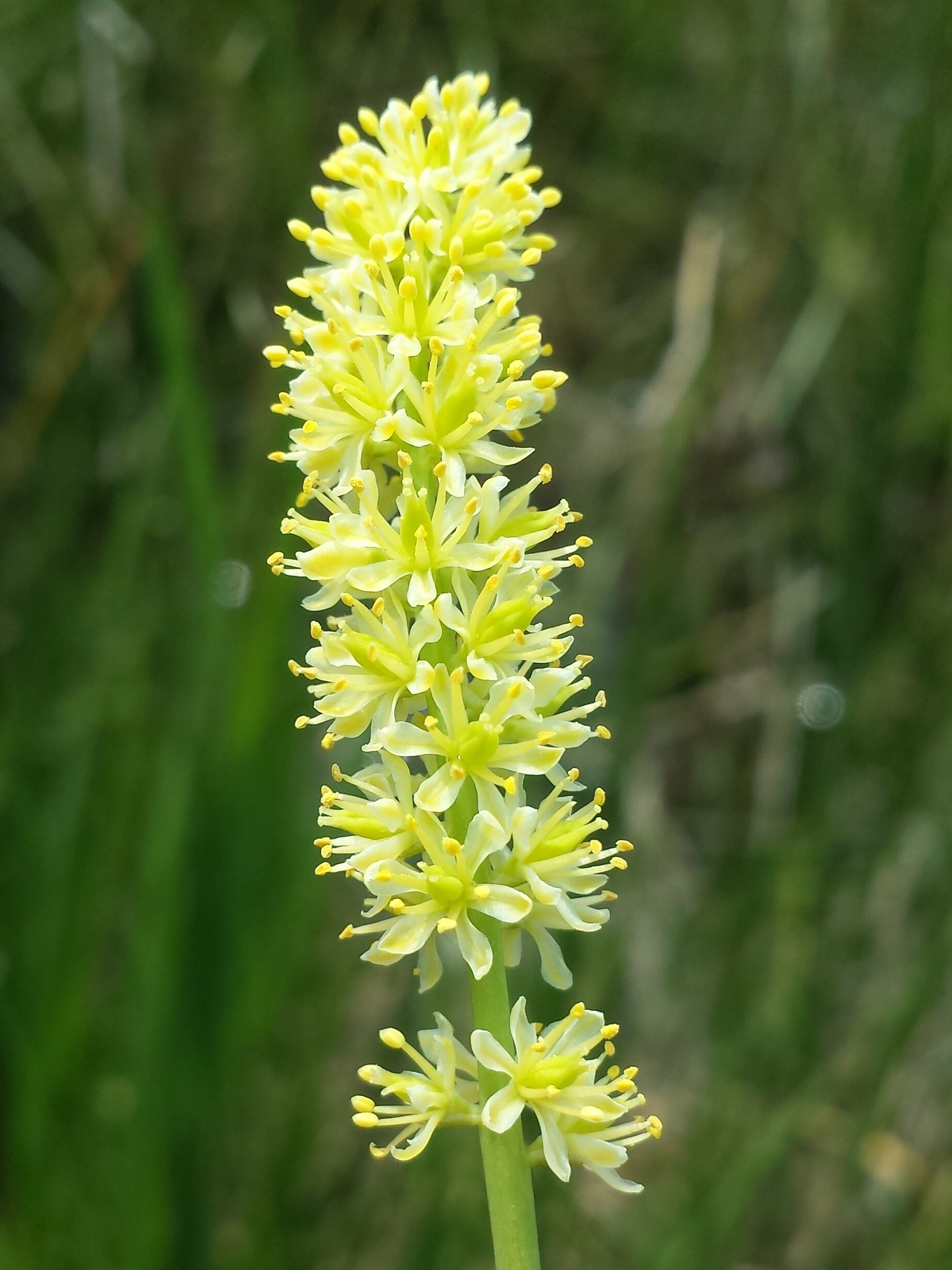
Kwiatostan

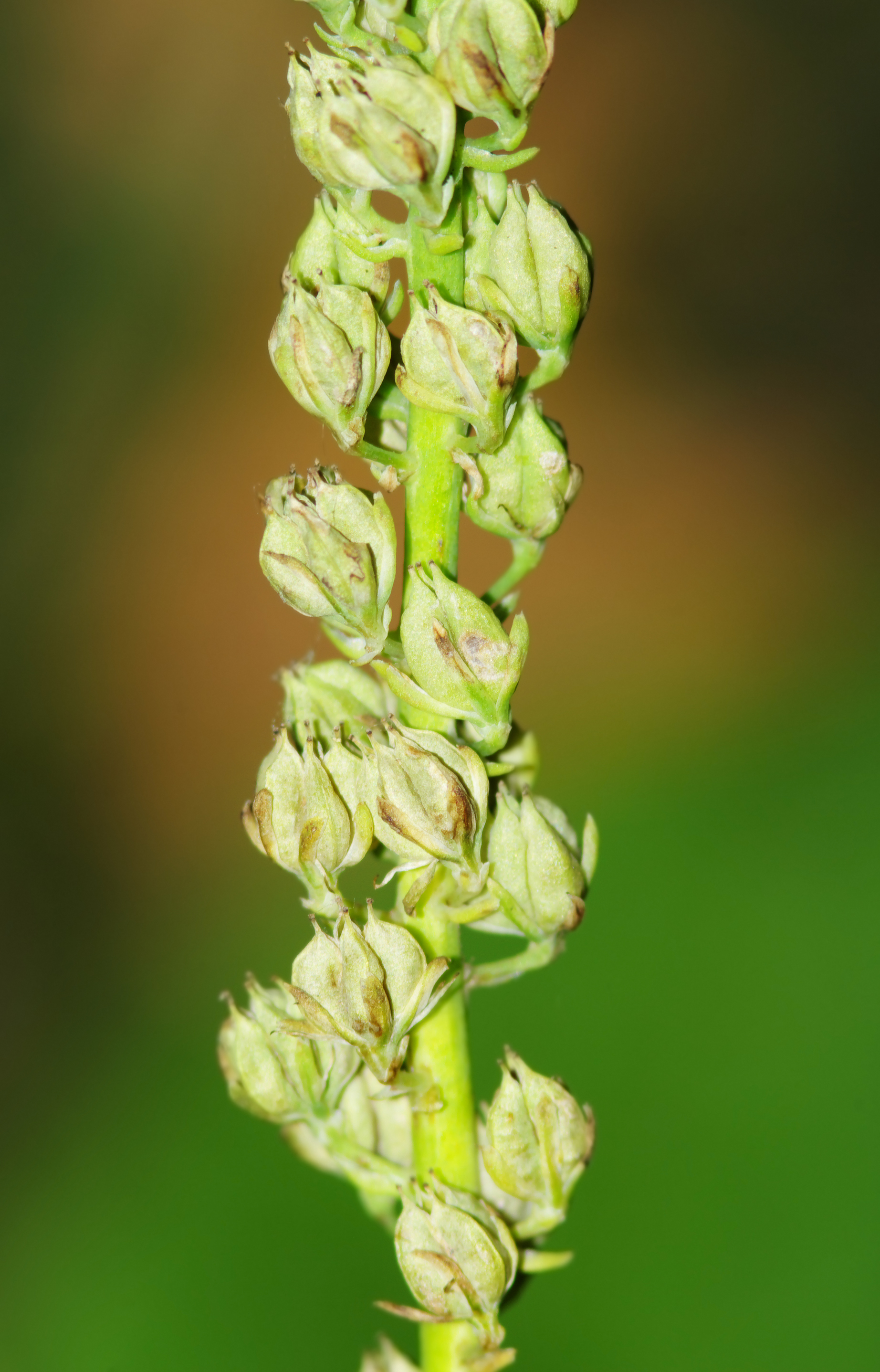
Owoce

ŁodygaWzniesiona, sztywna, o wysokości (wraz z kwiatostanem) 10–40 cm, naga. Pod ziemią wytwarza skośne kłącze, u nasady łodygi brunatne włókna obumarłych liści.
LiścieOdziomkowe równowąskie, o końcach stopniowo zaostrzonych, szerokości 2–5 mm, wyrastające w dwóch szeregach, nagie. Liście łodygowe szersze i krótsze, nieliczne, zmniejszające się ku górze.
KwiatyZebrane w gęsty główkowaty lub kłosokształtny kwiatostan. Czasami (rzadko) kwiatostan wiechowato rozgałęzia się. Kwiaty wyrastają na krótkich szypułkach z kątów lancetowatego kształtu podsadek. U nasady kwiatka występuje mały 3-klapowy podkwiatek. Kwiaty mają żółtozielone lub białożółtawe działki okwiatu i słupek o 3 szyjkach.
OwocTorebka pękająca na szczycie.

## Biologia i ekologia
RozwójBylina, hemikryptofit. Kwitnie od czerwca do lipca.
SiedliskoŁąki, hale, skały, obszary wilgotne i torfowiska. W Tatrach występuje aż po piętro halne. Jest wapieniolubna, rośnie na glebach eutroficznych powstałych z wietrzenia skał węglanowych, o odczynie od 6,5-8,2 pH. Na poszczególnych stanowiskach występuje zazwyczaj w liczbie kilkunastu do kilkudziesięciu kęp.
FitosocjologiaGatunek charakterystyczny dla O/All. Caricetalia davallianae.
Cechy fitochemiczneRoślina trująca
GenetykaLiczba chromosomów 2n= 30.

## Zagrożenia i ochrona
Na terenie Polski roślina objęta ścisłą ochroną gatunkową. W ostatnich czasach można było i nadal można zauważyć spadek liczby stanowisk. W opracowaniu Czerwona lista roślin i grzybów Polski (2006) roślina jest umieszczona w grupie gatunków narażonych na wyginięcie na izolowanych stanowiskach (kategoria zagrożenia [V]). W wydaniu z 2016 roku otrzymała kategorię NT (bliski zagrożenia).
Zagrożone są jej stanowiska na niżu z powodu osuszania i zaorywania podmokłych łąk oraz eksploatacji torfowisk.